# Шлегель, Фридрих
Карл Вильгельм Фри́дрих фон Шле́гель (нем. Friedrich Schlegel; 10 марта 1772, Ганновер — 11 января 1829, Дрезден) — немецкий писатель, поэт, критик и философ, лингвист, педагог. Автор ряда сочинений по философии и эстетике, романа «Люцинда». Он и его старший брат Август Вильгельм были главными теоретиками йенского романтизма.

## Юность и интерес к античной культуре
Фридрих Шлегель родился в Ганновере в семье пастора Иоганна Адольфа Шлегеля (1721—1793) и Иоганны Христианы Эрдмуты, урождённой Хюбш (1735—1811), дочери профессора математики. Фридрих был десятым ребёнком в семье, его назвали в честь первенца родителей, умершего в раннем детстве. По воле отца изначально готовился к торговой деятельности — в 1787 году его отдали в обучение в торговый дом «Шлемм и компания» в Лейпциге. Затем в Лейпциге изучал юриспруденцию. В январе 1792 года в Лейпциге он познакомился с Новалисом, дружба с которым сохранилась на всю жизнь. В 1793 году Фридрих впервые встретился с будущей женой своего брата — Каролиной Бёмер, которая оказала значительное влияние на его взгляды. Затем Фридрих Шлегель принялся за изучение филологии вместе с братом Августом в Геттингене. Главным предметом его занятий были древние языки и литература. По окончании курса в университете он переехал в Дрезден и продолжал изучение античной культуры.

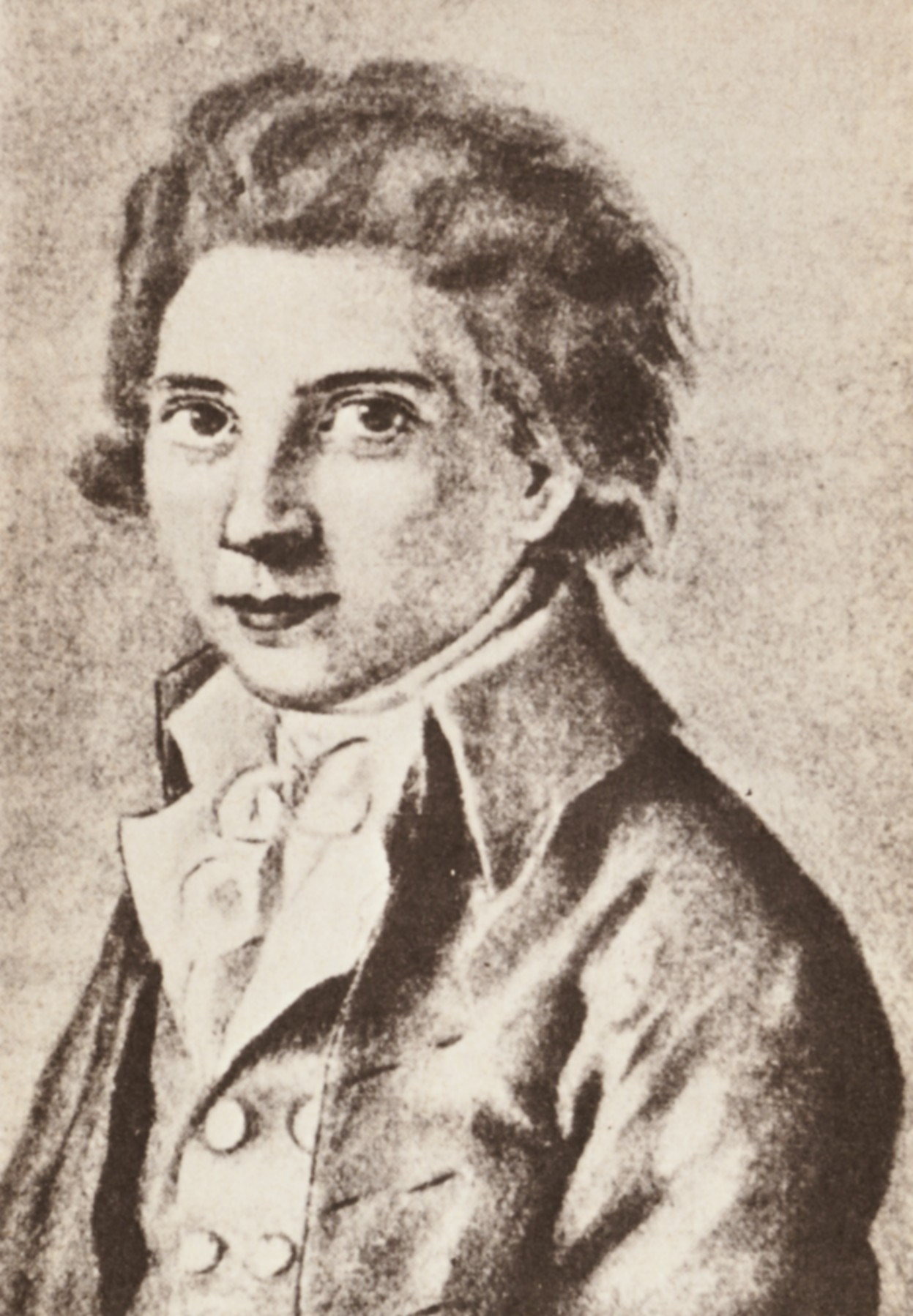
Шлегель в 1790 году (рисунок Каролиры Рерберг)

Увлекаясь сочинениями Винкельмана, объяснившего красоты и значение греческого искусства и изложившего в научной форме его историю, он задумал сделать то же самое для греческой поэзии. В ноябрьском номере «Берлинского ежемесячного Журнала» (нем. Berlinische Monatsschrift) за 1794 года была опубликована программная статья Шлегеля «О школах греческой поэзии» (нем. Von den Schulen der Griechischen Poesie). Шлегель делил историю греческой поэзии на четыре эпохи: ионическую, когда преобладал эпос и господствовало чувство природы, дорическую — с преобладанием лирики, — представлявшую переход от натуры к идеалу, аттическую, когда в трагедии идеал был достигнут, и александрийскую — эпоху упадка и разложения. Здесь впервые Шлегель проявил свою способность к метким и ярким характеристикам. Шлегель противопоставлял античную и современную поэзию, которой свойственны анархия и хаос, интерес к пикантному, пошлому и шокирующему.
Во второй статье, напечатанной в том же журнале: «Об эстетических достоинствах греческой комедии» (нем. Vom ästhetischen Werte der griechischen Komödie), Шлегель анализирует комедии Аристофана с историко-филологической точки зрения. В следующей статье, «О пределах прекрасного», он говорит об элементах прекрасного, основываясь на письмах об эстетике Шиллера. Затем следуют статьи о комедии Аристофана и статья «О женских персонажах у греческих поэтов» (Über die weiblichen Charaktere in den griechischen Dichtern). Далее Шлегель продолжил эту тему в статье «О Диотиме», названной по имени мудрой гетеры из «Пира» Платона. Шлегель критиковал ограниченные представления о морали своих современников, «ложный стыд» по отношению к наготе греческих статуй. Как отмечает современный исследователь Шлегеля С. Матюшек, в этой статье он «противопоставлял греческий гомоэротизм бюргерским условностям секса и гендера…», видя идеал полноты человека в «эротизации мужского и интеллектуализации женского».
Изучая древность, Шлегель постоянно обращался взором и к современности. Он мечтал придать немецкой поэзии то же совершенство, которое он находил в греческой. Поэтому он настаивал на необходимости обстоятельного и глубокого изучения древней поэзии. Статья «Об изучении греческой поэзии» (1796 г.) начинается с резких нападок на новую поэзию: она, в отличие от древней, имеет искусственное происхождение; греческая же поэзия, в особенности трагедии Софокла, достигла на почве натурализма высшей свободы, красоты, объективности и идеальности. История греческой поэзии есть натуральная история всеобщей поэзии. Отсюда естественный вывод: чтобы достигнуть совершенства греческой поэзии, нужно подражать грекам, но умело, отличая объективное от примеси местного колорита.
Под сильным впечатлением появившихся в 1795 г. «Prolegomena ad Homerum» Вольфа Шлегель написал статьи о гомеровской поэзии под заглавием «Отрывок из статьи о веке греческой поэзии, её школах и различных видах» (1796 г.). Впоследствии (в 1798 г.) он написал «Историю поэзии греков и римлян», где даёт характеристику эпопей Гомера, Гесиода, Гомеридов и среднего эпоса. В том же 1796 г. Шлегель, по совету Кернера, написал для шиллеровского журнала «Horen» статью «Цезарь и Александр», где дал характеристику Цезаря, несколько идеализированную, так как не столько излагал факты, сколько философствовал по их поводу. Шиллер отказался напечатать статью, потому что стиль её мало соответствовал его представлению об историческом слоге. Этот случай имел немаловажное значение в литературной деятельности Шлегеля: после этого он перестал заниматься древностью и изменил своё отношение к Шиллеру.

## Иенский кружок
В 1796 г. он переселился из Дрездена в Иену к брату. Здесь он напечатал в «Германии» Рейхардта рецензию на «Альманах муз» Шиллера, несмотря на протесты Августа Шлегеля. В этой статье он провозглашал Гёте великим поэтом, а Шиллера, напротив, критиковал, не только как поэта, но и как человека, намекая при этом на его невоздержность и бурную молодость. Хотя в статье «Об изучении поэзии» он старался загладить дерзкую выходку против Шиллера похвалами ему, но дурное впечатление уже было произведено. Шиллер отвечал на рецензию Шлегеля в целом ряде «Ксений», где осмеивал излишнее пристрастие Шлегеля ко всему греческому. Шлегель в свою очередь поместил в «Германии» статью, полную нападок на Шиллера и его «Horen». Результатом этой полемики был окончательный разрыв Шлегеля с Шиллером. Последний старался настроить Гёте против братьев Шлегелей, но Гёте навсегда сохранил хорошие отношения с ними. В свою очередь, Фридрих и Август Шлегели также всегда высоко ценили Гёте, совершенно игнорируя при этом Шиллера.
Шлегель уже в юности изучил диалоги Платона, затем обратился к изучению Канта; наконец, ближайшее знакомство с идеями Фихте оказало на него решительное влияние. С тех пор начинается поворот его от классицизма к романтизму. В статье «Немецкий Орфей» он полемизировал с И. Шлоссером по поводу нападок последнего на философию Канта. Но в неизданных заметках Ш. о философии Канта замечается критическое отношение к его философии. Он находит её недостаточно систематичной, запутанной и неясной. Напротив, в учении Фихте его пленяет цельность и систематичность внешней формы. В 1797 г. в «Литературной Газете» Шлегель поместил рецензию на философский журнал Нитгаммера, а незадолго до того написал рецензию на философский роман Якоби «Вольдемар», одну из наиболее художественных и законченных полемических своих статей. К ней непосредственно примыкает и характеристика Г. Форстера, где он выражает сочувствие прогрессивным республиканским идеям Форстера, называет его классическим и объективным писателем.

## Берлин
В начале 1797 г. переехал в Берлин, чтоб быть поближе к редакции «Германии». Здесь он вступил в свободомыслящий кружок, где царило несколько выдающихся по уму и талантам женщин: Рахель Левин, Генриетта Герц и Доротея Фейт, которая позднее стала его женой. Шлегель сразу сделался бойцом кружка и вступил в борьбу с представителями старой «просветительной» школы, все ещё господствовавшей в Берлине. Статью о Лессинге (1797) он написал, желая вывести на чистую воду людей, прикрывающих свою пошлость именем великого писателя, показать, что воззрения его и их не имеют ничего общего между собой. Превознося Лессинга, в особенности за его свободное отношение к правилам, за революционные стремления, за смелость суждений, парадоксы, полемическое остроумие, отсутствие систематичности и отрывочный способ выражаться, он, однако же, отрицает в Лессинге всякий поэтический дар. Все вышеуказанные качества и особенности Лессинга он находил и в себе, главным образом любовь к афоризмам и отрывочным суждениям. Он преднамеренно пишет отрывочно, ссылаясь на авторитет Лессинга. Под влиянием статьи А. В. Ш. о Шамфоре и самостоятельного изучения афоризмов последнего он поместил в «Атенеуме» отрывочные заметки («Fragmente»), в которых изложил свои воззрения на сущность поэзии.
В доме Маркуса Герца он познакомился с Шлейермахером, и знакомство это перешло впоследствии в тесную дружбу. Шлегель переселился в его дом. Близость с Шлейермахером ещё более содействовала его увлечению философией. Он задумал теперь содействовать слиянию поэзии с философией, забывая, что произведения Шиллера уже представляли пример гармонического слияния поэзии с философией. В одной из отрывочных заметок он говорит, что Французская революция, система Фихте и «Вильгельм Мейстер» Гёте составляют эпоху в истории человеческого ума. Прежнее увлечение древностью сменяется увлечением новейшей поэзией. Шлегель требует признания равноправности древней и новой поэзии и называет Данте, Шекспира и Гёте «великим трезвучием нового времени».
Краеугольным камнем новой философии (теории) поэзии является, по его мнению, теория романа. Он выдвигает на первый план роман Гёте «Вильгельм Мейстер». В своей статье об этом романе (опубликованной в 1798 году в «Атенеуме») Шлегель писал, что «Вильгельм Мейстер» представляет собой совокупность всего поэтического non plus ultra, и на основании его формулирует определение романа и романтической поэзии (названной так от главнейшего вида её). По его мнению, романтическая поэзия соединяет все различные виды поэзии, приводит поэзию в соприкосновение с философией; роман же соединяет поэзию с прозой, гениальную непосредственность с критическим анализом, искусство с природой, делает поэзию живой и общительной, а жизнь и общество поэтическими, наконец, облекает остроумие в поэтическую форму. Романтическая поэзия есть прогрессирующая, универсальная поэзия, её сущность в вечном развитии, подобно эпосу, она отражает мир как в зеркале; она беспредельна и свободна и не выносит никаких стесняющих рамок и законов. В этом последнем определении нельзя не усмотреть влияния философии Фихте, утверждавшего, что мир есть художественное произведение нашего «я». Из увлечения философией наряду с поэзией проистекает требование Шлегеля, чтобы всякое искусство и поэзия заключали в себе философию, а научные системы были бы художественными произведениями.
В тесной связи с определением романтической поэзии находится теория Шлегеля об иронии, в своём зародыше почерпнутая из диалогов Платона (ирония Сократа). По словам Шлегеля, ирония есть постоянная пародия на самого себя. Она заключает в себе и возбуждает в других сознание неразрешимого противоречия между абсолютным и условным, между невозможностью и необходимостью полного изложения идеи автора. Она есть парение поэта над его произведением и выражается в свободном отношении его к сюжету и к героям. Таким образом, прежнее требование от поэзии объективности сменяется у Фридриха Шлегеля противоположным требованием беспредельной субъективности и свободы. Исходя из шиллеровского деления поэзии на наивную и сентиментальную, он даёт определение трансцендентальной поэзии, которая есть «поэзия, возвышающаяся до художественной рефлексии, до самосозерцания»; это, так сказать, поэзия поэзии, поэзия в квадрате. Произведения Гёте представляют, по мнению Шлегеля, образец такого рода поэзии. Благодаря решительной и остроумной формулировке этих идей Шлегель сделался руководителем кружка молодых писателей, сходившихся с ним во взглядах на поэзию. Его воззрения имели влияние даже на Фихте.
В Берлине Шлегель познакомился с Тиком, и сближение это имело благотворное влияние на обоих в смысле обогащения новыми идеями и фактами. Под влиянием дружбы с Шлейермахером и знакомства с его философией Фридрих Шлегель написал для 5-й книжки «Атенеума» «Идеи о религии» с сознательным намерением соперничать с другом. Главное содержание этих заметок, облечённых в мистически-туманную форму, — вариации основного положения, что религия — всеоживляющая душа образования, что она, вместе с философией, моралью, поэзией, есть 4-й невидимый элемент его. Он утверждает, что религия есть центр всех сил человеческого ума, а поэзия и философия суть факторы религии. Смешивая религию с поэзией, Шлегель вносит в сферу религии фантастичность и мистицизм. Он требует возрождения всех давно отживших религий, ведёт речь о мифологии, мистериях, оргиях; поэтический пантеизм может, по его мнению, привести к истинной католической религии. Тут уже можно найти зародыш позднейшего шлегелевского католицизма. Увлекаясь своими новыми мистическими воззрениями, Шлегель изменил несколько и свои эстетические теории, видя уже центр тяжести человеческого развития не в искусстве, а в религии.

### Роман «Люцинда» (1799)

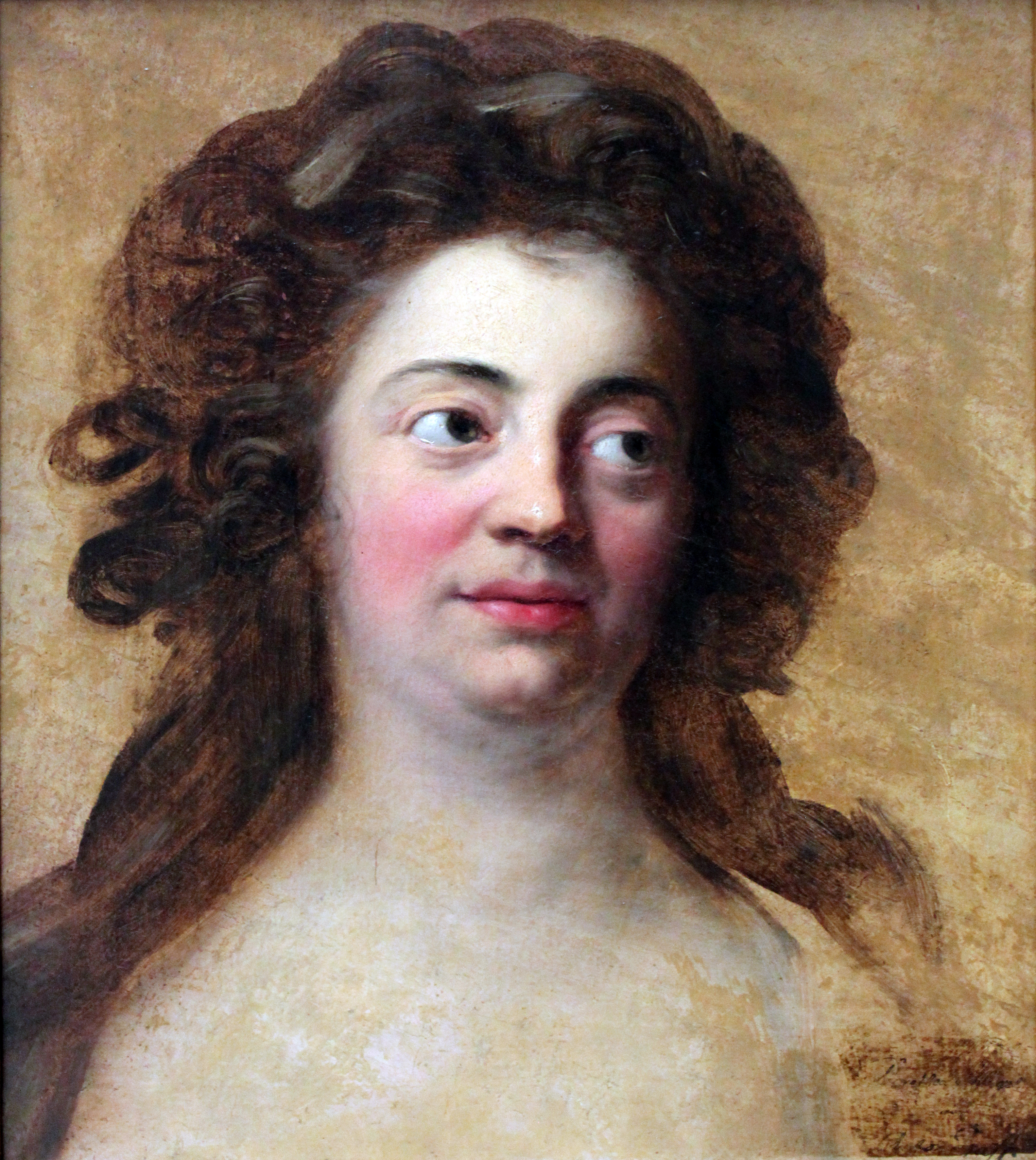
«Доротея Фейт» (1790). Портрет работы Антона Граффа

В 1799 году Фридрих Шлегель выпустил в свет роман «Люцинда», в котором описал свою молодость и свои отношения к Доротее Фейт (Шлегель), незадолго до того сделавшейся его возлюбленной, а позже ставшей его женой. Роман имеет очень большое значение для истории романтизма, так как является своего рода манифестом романтической школы. В романе с особенной яркостью отразились эстетические и этические воззрения романтиков. Прежде всего, был в точности соблюден принцип эстетики Шлегеля, заключающийся в том, что романтический поэт не стесняется никакими правилами. Этот принцип был озвучен самим героем романа Юлием в письме к Люцинде. Юлий, говоря о своей любви Люцинде, метафорически обращается к сочинениям Шлегеля. Обращаясь к ней, герой обращается и к публике.
Структура романа своеобразна: он состоит из тринадцати отрывков, снабжённых заголовками. Рассказ прерывается письмами, аллегориями, в которых появляются в качестве действующих лиц произведения Шлегеля, даже ещё не написанные. В главе «Ученические годы возмужалости» содержится большой отрывок из истории прежних увлечений Юлия, живописца, гениального юноши с бурными стремлениями, ведшего беспорядочную жизнь до встречи с Люциндой, также художницей, обладание которой объяснило ему истинную сущность любви и пролило новый свет на жизнь. Эта глава, самая длинная в романе, занимает в нём центральное (седьмое) место. Затем следуют «Метаморфозы», два письма Юлия, быть может, лучшее место во всем романе, где есть, по крайней мере, какое-либо реальное содержание; далее «Размышление» — рассуждения метафизико-фантастико-эротического характера на тему о размножении человечества, ещё два письма Юлия к другу Антонию и, наконец, заключительная глава под заглавием «Причуды фантазии».
По замечанию Г. Брандеса, цель романа — возвестить единство и гармонию жизни, проявляющиеся особенно ярко и осязательно в эротическом одушевлении, которое придаёт духовным стремлениям чувственное выражение и, наоборот, одухотворяет чувственные влечения. Основная идея романа, по мнению того же критика, — это учение романтиков о тождестве жизни и поэзии. «Люцинда» насквозь проникнута субъективизмом и «иронией» Шлегеля, состоящей, как мы видели, в свободном обращении автора с сюжетом. Романтическая проповедь «Люцинды» сводится не к требованию духовной свободы, а к стремлению к более утончённым наслаждениям, бесцельному прожиганию жизни, к dolce far niente (сладкому безделью), так как польза является в глазах автора чем-то филистерским. Что касается выраженных в романе воззрений на брак и на женщину, то они являются дальнейшим развитием идей, заключавшихся в статьях «О Диотиме» и в «Отрывках», в «Атенеуме» (в одном из них он говорит, что ничего не имеет против брака вчетвером). Современная критика подчёркивает, что роман во многом носит утопический характер, рисуя идеальные взаимоотношения полов. В «Люцинде» борьба с традиционной нравственностью дошла до отрицания всех установившихся обычаев, в которых автор видел лишь внешнюю оболочку безнравственности. В ней содержатся слабые зародыши новой этики, основанной на понятии о цельной человечности и на принципе произвола, принимающего формы то необузданной страстности, то утончённой чувственности. Здесь провозглашается принцип, что «только натура достойна уважения, только здоровье привлекательно». Похвалы праздности соединяются с нападками на беспокойную деловитость и экономический принцип просвещения.
«Люцинда» вызвала всеобщее негодование. Не только Шиллер безусловно осуждал книгу, но даже романтики не были довольны её появлением. Только Шлейермахер анонимно написал в защиту романа своего друга «Интимные письма о Люцинде» (Vertrauten Briefe über Friedrich Schlegels Lucinde), в которых защищал горячо художественную сторону и нравственные тенденции автора, несмотря на начавшееся охлаждение между друзьями. Шлегель намеревался выпустить продолжение романа, но эти планы остались неосуществлёнными. При подготовке своего собрания сочинений в 1822 году он не стал включать туда «Люцинду».

## Возвращение в Иену
В 1799 г. Фридрих Шлегель переселился вместе с Доротеей в Йену и нашёл себе приют у брата. Здесь под влиянием поэтических занятий Августа Шлегеля он также начал заниматься поэзией, причем с увлечением принялся разрабатывать самые трудные размеры. Между прочим, он написал в 1801 г. большую элегию «Геркулес Музагет», где превозносит все тенденции романтической школы, великих основателей нового искусства и в том числе себя. Затем в стихотворениях, относящихся к Люцинде, напечатанных в «Альманахе Муз», мы находим символику природы вроде тиковской, и игривые размышления о легкомыслии и измене в любви. Он напечатал там же несколько сонетов и канцон, посвящённых характеристикам его друзей и их произведений. Пример «Иона» Августа Шлегеля побудил его также написать драматическое произведение. Его трагедия «Аларкос» представляет странное сочетание античного с романтичным; сюжетом для неё послужил испанский рассказ, с которым познакомил немецкую публику Рамбах. По замечанию Ю. Кернера, здесь обнаружилось, при полном отсутствии фантазии, мучительное стремление автора создать художественное произведение из общих понятий. Несмотря на все это, Гёте добивается постановки «Аларкоса» на веймарской сцене исключительно с той целью, чтобы актёры привыкали к чтению на сцене трудных стихотворных размеров. Только влияние великого поэта помешало полнейшему провалу пьесы.
В 1799—1800 гг. Шлегель написал для «Атенеума» «Разговор о поэзии», представляющий вторичную, более полно и подробно развитую программу тенденций романтической школы. В состав диалога входили: статья о различных эпохах поэзии, речь о мифологии, письмо о романе и очерк о различных стилях в произведениях Гёте. Основные положения диалога заключаются в следующем: изучение искусства сводится к изучению его истории. Все искусства и науки образуют как бы организм, развивающийся в их истории; истинный художник есть составной член всей совокупности искусства; каждое отдельное произведение может быть, поэтому, верно оценено лишь в связи со всеми остальными произведениями художника и со всей историей искусства. Шлегель мечтает об универсальной энциклопедии наук и искусств в связи с историей человеческого духа. Эта мысль осуществлена была впоследствии Гегелем. В очерке о развитии поэзии он особенно восхваляет Данте, Боккаччо, Петрарку, Шекспира и Гёте. В статье о различных стилях у Гёте он устанавливает три эпохи развития поэта, олицетворяющиеся в «Геце», «Тассо» и «Германе и Доротее». В «Фаусте» и «В. Мейстере» гений поэта проявился во всей целостности. Переворот, совершенный Гёте, заключается в гармоничном слияний классического с романтичным. В «Письме о романе» Шлегель, исходя из произведений Сервантеса, Шекспира, а также из романов Жан-Поля Рихтера выводит определение романа и романтической поэзии; по его мнению, роман есть смесь рассказа, песни и других литературных форм, роман состоит из арабесок. Догмат иронии мало-помалу уступает место учению об аллегории и дидактическом назначении поэзии. По новому воззрению Шлегеля, все поэтические произведения суть далекие подражания беспредельной игре мировых сил; но так как высшее непосредственно невыразимо, то его мысли и должно выражать лишь при помощи аллегории. Всякое поэтическое произведение должно быть, таким образом, дидактическим в том широком смысле слова, который обозначает стремление в глубокому беспредельному смыслу.
В «Речи о мифологии» Шлегель сожалеет, что у нового времени нет мифологии, в которой древние находили почву для своей поэзии, но предсказывает наступление времени, когда и у новых народов будет мифология, которую следует выработать из самой глубины нового духа. Он уже видит зачатки такой мифологии в новейшей натурфилософии, а также в произведениях романтической школы. Следует также вызвать к жизни мифологию древних греков и Востока, в особенности Индии, в поэзии которой скрываются ещё неведомые для европейцев сокровища. Одновременно он занимался изучением Шекспира, Сервантеса, Данте и Боккаччо и поместил в «Характеристиках и критиках» обзор поэтических произведений Боккаччо.
В 1800 г. Шлегель задумал прочесть в Йенском университете курс лекций по философии. Он был допущен к чтению лекций без строгого экзамена, после одной вступительной лекции. Диспут его на тему «Non critice, sed historice est philosophandum» сопровождался скандалом. Тем не менее он получил ученую степень и объявил курс лекций о трансцендентальной философии. Но лекции его, наполненные лишь парадоксами и полемикой, привлекали все меньше и меньше слушателей, и он с трудом дочитал до конца года.

## В Париже и Кёльне
В 1802 г. Фридрих Шлегель вместе с братом был в Дрездене, где изучал сокровища местной галереи. Оттуда он переселился вместе с Доротеей Фейт в Париж, где посвятил себя изучению персидской и индийской словесности и начал издавать журнал «Европа». В этом журнале он поместил, между прочим, статью «Литература», где делил поэзию на экзотерическую и эзотерическую; к последней он относил дидактические и аллегорико-мифологические произведения.
Там же были помещены статьи: «Приложение к истории новейшей поэзии» и «Сведения о картинах», в которых не было ничего нового по сравнению с прежними его статьями. В них заметно только все более усиливавшееся тяготение его к мистицизму, приведшее его, наконец, к католицизму и к реакционному настроению. Но в статье «Путешествие во Францию» высказываются странные парадоксальные идеи о разъединении, как об общем характере Европы, и о возможности найти примирение, обратившись за примером к Востоку, в особенности к Индии. В общем, новый журнал отличался гораздо более умеренным духом, чем «Атенеум», и Фридрих Шлегель отказался от своей прежней резкости в суждениях и от большинства своих ранних революционных идей. В 1804 году он вступил в законный брак с Доротеей Фейт, которая незадолго перед тем (6 апреля) приняла христианство. Из Парижа они переселились, по приглашению братьев Буассере, в Кёльн, где Фридрих Шлегель читал лекции по философии.
В апреле 1808 года Шлегель принял католицизм; католическая церковь подтвердила его брак с Доротеей Файт. Это решение имело как практические (возможность получить работу в католической Вене), так и идеологические причины.В этом же году в Гейдельберге вышло в свет его сочинение «О языке и мудрости индийцев» (нем. Über die Sprache und Weisheit der Indier), имевшее значение для сравнительного языкознания.

## Вена
В 1808 г. Шлегель переселился в Вену, где в марте 1809 получил место секретаря при императорской придворной и государственной канцелярии. В 1809 г. он в высокопарных прокламациях предсказывал возвышение Австрии и редактировал «Австрийскую Газету». После печального для Австрии мира 1809 г. он впал в покорность судьбе, и пессимизм и начал все более и более сближаться с господствующей церковью. В 1812 г. он читал в Вене лекции по истории древней и новой литературы. В них не было и следа прежнего энтузиазма Шлегеля и смелости суждений. Литература рассматривалась здесь в связи с философией и религией, причем оценка произведений делается с чисто религиозной точки зрения; следует отметить также его пристрастие к Востоку. Все же и здесь можно встретить немало остроумных мыслей и интересных обобщений.
В 1814 г. он был пожалован кавалером папского ордена Христа. В 1819 году Шлегель совершил поездку с Меттернихом в Италию. Вернувшись в Вену, Фридрих Шлегель вновь посвятил себя литературным трудам, между прочим, издавая газету «Concordia» (1820—23 гг.), с целью содействовать объединению всех вероисповеданий под эгидой папства. Таким образом, из убеждённого новатора и прогрессиста он постепенно сделался одним из деятелей реакции, наступившей после наполеоновского режима. В последние годы жизни Шлегель и его супруга сблизились с племянницей Шлегеля, художницей Августой фон Буттлар (дочерью его сестры Шарлотты).
В 1827 г. он читал в Вене лекции по философии истории, а осенью 1828 года начал в Дрездене курс лекций по философии языка и слова. В ночь с 11 на 12 января 1829 года Шлегель внезапно скончался в дрезденском отеле Stadt Berlin на руках своей племянницы Августы.